# جولیان کونزه
جولیان کونزه (انگلیسی: Julian Conze؛ زادهٔ ۹ سپتامبر ۱۹۹۹) بازیکن فوتبال اهل آلمان است.